# Berndt Wennström
Berndt Wennström, född 1945 i Stockholm, är en svensk målare och grafiker.
Berndt Wennström utbildades på Konstfack 1965–1969 och Staffan Hallströms elevateljé 1969–1971.

## Representerad
- Eksjö museum, Eksjö
- Gamla stadshuset, Kiruna
- Konstlitografiska museet, Tidaholm
- Nationalmuseum, Stockholm
- Norrköpings konstmuseum, Norrköping
- Statens konstråd
- Sundsvalls museum, Sundsvall
- Sveriges riksdag, Stockholm
- Laholms Teckningsmuseum, Laholm
- Västerås konstmuseum, Västerås